# NGC 1737
NGC 1737 ist ein Emissionsnebel im Sternbild Dorado. Das Objekt wurde am 11. November 1836 von John Herschel entdeckt.